# 고이즈미 준이치로 내각총리대신 담화

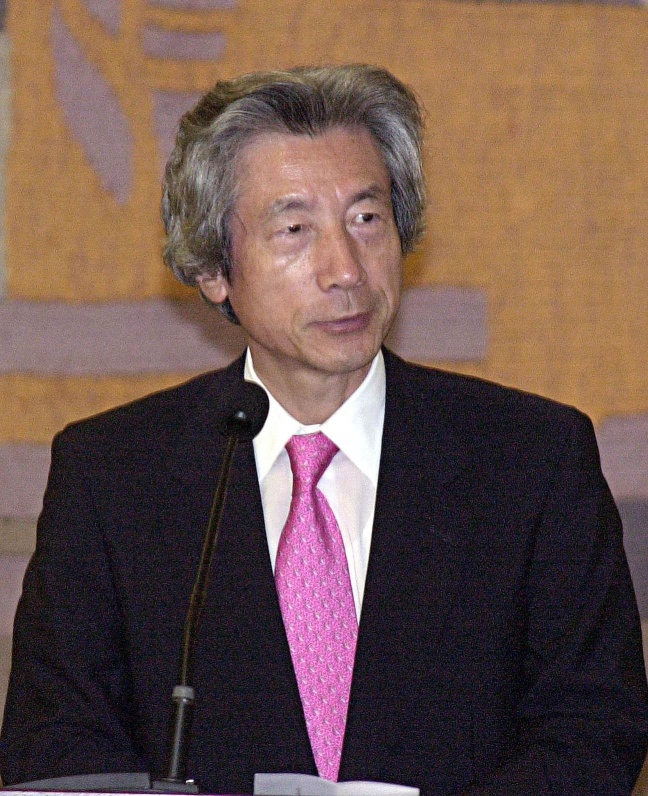

고이즈미 준이치로 내각총리대신 담화(일본어: 小泉純一郎内閣総理大臣談話)는 2005년 8월 15일, 일본에서 열린 전후 60주년의 종전기념일에서 당시 총리였던 고이즈미 준이치로 내각총리대신이 내각회의의 결정에 근거하여 일본이 태평양 전쟁과 전쟁 이전에 행한 침략이나 식민지 지배에 대해 공식적으로 사죄하는 뜻을 표명한 담화이다. 주로 담화를 발표한 고이즈미 총리의 이름을 딴 고이즈미 담화라고 한다. 이 담화는 이후의 정권에도 계승되어, 일본정부의 공식적인 역사적인 견해로 가끔 이용된다.

## 같이 보기
- 일본의 전쟁 범죄
- 전후 50주년의 종전기념일을 맞아
- 역사를 교훈으로 평화로의 결의를 새롭게 하는 결의 - 부전결의
- 위안부 관계 조사결과 발표에 관한 고노 내각관방장관 담화 - 고노 담화
- 일한병합 100년에 즈음한 총리 담화 - 간 담화